# Ed Begley jr.
Edward James (Ed) Begley jr. (Los Angeles, 16 september 1949) is een Amerikaans acteur. Hij speelde onder meer Dr. Victor Ehrlich in alle 137 afleveringen van de ziekenhuisserie St. Elsewhere (1982-1988). Hiervoor werd hij zes keer genomineerd voor een Emmy Award en in 1986 ook voor een Golden Globe. Begley is een zoon van acteur Ed Begley, die in 1963 een Oscar won voor zijn bijrol in Sweet Bird of Youth.
Begley debuteerde in 1969 op het witte doek met een naamloos rolletje als een student in de familiekomedie The Computer Wore Tennis Shoes. Sindsdien speelde hij in meer dan 85 films, meer dan 130 inclusief televisiefilms. Daarnaast was Begley te zien als wederkerend personage in ruim 25 verschillende televisieseries. Naast die in St. Elsewhere waren zijn omvangrijkste rollen daarin die als in Hank Hastings in 7th Heaven, die als Walter Krandall in Gary Unmarried en die als Jesse James in Stephen Kings Kingdom Hospital, ook alle drie personages in een doktersjas.
Begley trouwde in 1976 met Ingrid Taylor, met wie hij in 1977 dochter Amanda en in 1979 zoon Nicholas kreeg. Hun huwelijk eindigde in 1989 in een echtscheiding. Begley hertrouwde in 2000 met actrice Rachelle Carson, met wie hij datzelfde jaar dochter Hayden kreeg.

## Filmografie
*Exclusief 45+ televisiefilms
| - Strange Darling (2023) - Amsterdam (2022) - Book Club (2018) - Time Toys (2016) - What's Your Number? (2011) - The Penthouse (2010) - 21 and a Wake-Up (2009) - Tripping Forward (2009) - Whatever Works (2009) - He's Such a Girl (2009) - Pineapple Express (2008) - Fly Me to the Moon (2008, stem) - Balancing the Books (2008) - Next of Kin (2008) - Reaper (2008) - One Long Night (2007) - The Elder Son (2006) - For Your Consideration (2006) - Relative Strangers (2006) - Welcome to California (2005) - Desolation Sound (2005) - Alone in a Crowd (2005) - Hair High (2004, stem) - The First Person (2004) - Raising Genius (2004) - Stateside (2004) - The Trailer (2003) - Going Down (2003) - A Mighty Wind (2003) - Net Games (2003) - Auto Focus (2002) - Bug (2002) - Back by Midnight (2002) - Diary of a Sex Addict (2001) - Anthrax (2001) - Get Over It (2001) - Hellgig (2001) - Best in Show (2000) - Addams Family Reunion (1998) - I'm Losing You (1998) - Joey (1997) - Ms. Bear (1997) - The Lay of the Land (1997) - Santa with Muscles (1996) - Hourglass (1996) - For Goodness Sake II (1996) - Project ALF (1996, televisiefilm) | - Batman Forever (1995) - Storybook (1995, stem) - The Crazysitter (1995) - The Pagemaster (1994) - Sensation (1994) - Renaissance Man (1994) - Rave Review (1994) - Greedy (1994) - Even Cowgirls Get the Blues (1993) - Dark Horse (1992) - Meet the Applegates (1990) - She-Devil (1989) - Scenes from the Class Struggle in Beverly Hills (1989) - The Accidental Tourist (1988) - Amazon Women on the Moon (1987) - Transylvania 6-5000 (1985) - Waiting to Act (1985) - Protocol (1984) - Streets of Fire (1984) - This Is Spinal Tap (1984) - Get Crazy (1983) - An Officer and a Gentleman (1982, stem) - Young Doctors in Love (1982) - Cat People (1982) - Eating Raoul (1982) - Voyager from the Unknown (1982) - Buddy Buddy (1981) - Private Lessons (1981) - The Concorde ... Airport '79 (1979) - The In-Laws (1979) - Hardcore (1979) - Goin' South (1978) - Record City (1978) - Blue Collar (1978) - The One and Only (1978) - Handle with Care (1977) - Lust of a Eunuch (1977) - Stay Hungry (1976) - Cockfighter (1974) - Superdad (1973) - Showdown (1973) - Charley and the Angel (1973) - Where Does It Hurt? (1972) - Now You See Him, Now You Don't (1972) - The Computer Wore Tennis Shoes (1969) |

## Televisieseries
*Exclusief eenmalige gastoptredens
- Young Sheldon - Dr. Grant Linkletter (2019-2024, 37 afleveringen)
- Love - Mark Cruikshank (2018, twee afleveringen)
- Better Call Saul - Clifford Main (2016-2022, veertien afleveringen)
- The New Adventures of Old Christine - Pastoor Ed (2006-2010, twee afleveringen)
- Easy to Assemble - S. Erland Hussen (2009, twee afleveringen)
- Gary Unmarried - Dokter Walter Krandall (2008-2009, vijftien afleveringen)
- CSI: Miami - Scott O'Shay (2007, twee afleveringen)
- Veronica Mars - Cyrus O'Dell (2006-2007, zes afleveringen)
- Boston Legal - Clifford Cabot (2006-2007, drie afleveringen)
- Arrested Development - Stan Sitwell (2005-2019, vijftien afleveringen)
- Six Feet Under - Hiram Gunderson (2001-2005, acht afleveringen)
- Jack & Bobby - Reverend Belknap (2004-2005, vijf afleveringen)
- Kingdom Hospital - Dokter Jesse James (2004, dertien afleveringen)
- Static Shock - Dokter Donald Todd (2004, twee afleveringen)
- 7th Heaven - Dokter Hank Hastings (1999-2003, zestien afleveringen)
- Wednesday 9:30 (8:30 Central) - Paul Weffler (2002, acht afleveringen)
- The Agency - Lenny Musgrave (2001-2002, twee afleveringen)
- Providence - Chuck Chance (2000, vijf afleveringen)
- Meego - Dokter Edward Parker (1997, zes afleveringen)
- Star Trek: Voyager - Henry Starling (1996, twee afleveringen)
- Batman - Germs (1992, twee afleveringen, stem)
- Parenthood - Gil Buckman (1990-1991, twaalf afleveringen)
- St. Elsewhere - Dokter Victor Ehrlich (1982-1988, 137 afleveringen)
- Riker - Ed (1981, twee afleveringen)
- Laverne & Shirley - Robert 'Bobby' Feeney (1979, twee afleveringen)
- Battlestar Galactica - Flight Sgt. Greenbean (1978-1979, vijf afleveringen)
- Wonder Woman - Harold Farnum (1978, twee afleveringen)
- Starsky and Hutch - Harv Schwab (1976, twee afleveringen)
- Mary Hartman, Mary Hartman - Steve (1976, vijf afleveringen)
- Roll Out - Luitenant Robert W. Chapman (1973-1974, twaalf afleveringen)
- Room 222 - Willard (1969-1972, zes afleveringen)

- Biblioteca Nacional de España: XX1112623
- Bibliothèque nationale de France: cb14008136x (data)
- Gemeinsame Normdatei: 138410410
- International Standard Name Identifier: 0000 0001 1477 2878
- Library of Congress Control Number: n86025105
- MusicBrainz: e4a8a047-597b-4018-87df-1432ca2e0e6f
- Nationale Bibliotheek van Tsjechië: pna2004259266
- Nationale Bibliotheek van Israël: 987007397440005171
- SNAC: w6vt2gvm
- Système universitaire de documentation: 174742134
- Virtual International Authority File: 89955358
- WorldCat: E39PBJk8X78ftmvWr7DpFwqRKd